# مذبح كولونا (رافائيل)
لوحة السيدة العذراء والطفل على العرش مع القديسين (القديس يوحنا المعمدان الشاب والقديسين بطرس، كاترين، لوسي، وبولس)، والمعروفة أيضًا باسم "مذبح كولونا"، هي لوحة للفنان الإيطالي رافائيل من عصر النهضة العليا، نُفذت حوالي عام 1503-1505. تُعرض اللوحة في متحف المتروبوليتان للفنون في مدينة نيويورك، وتُعد اللوحة المذبحية الوحيدة لرافائيل في الولايات المتحدة.
تضم مجموعة متحف المتروبوليتان للفنون أيضًا لوحة "الصلاة في بستان الزيتون"، وهي جزء من قاعدة المذبح (البريدِلا). يمكن العثور على لوحات أخرى من البريدِلا في مجموعات المعرض الوطني في لندن، ومتحف إيزابيلا ستيوارت غاردنر في بوسطن، ومعرض دولويتش في لندن. كما يوجد رسم تحضيري لرافائيل خاص بتكوين لوحة "الصلاة في بستان الزيتون" ضمن مجموعة مكتبة مورغان في نيويورك.
فصلت قطع البريديلا عن المذبح وبيعها للملكة كريستينا ملكة السويد ، ومن هناك وصلت إلى مجموعة أورليانز ، في حين  بيعت الألواح الرئيسية نفسها في نهاية المطاف لعائلة كولونا الأرستقراطية في روما، والتي أخذت منها المذبح اسمها. كان مذبح الكنيسة هو آخر مذبح لرافائيل في أيدي خاصة عندما اشتراه بنك جي بي مورجان في أوائل القرن العشرين بسعر قياسي.

## ملحوظات
1. ↑  metmuseum 2022.
2. ↑  "Madonna and Child Enthroned, with Saints (1504-05) by Raphael – Artchive" (بالإنجليزية الأمريكية). Archived from the original on 2024-11-07. Retrieved 2025-03-03.

- metmuseum (2022). "Madonna and Child Enthroned with Saints".

## قراءة إضافية
- ليندا وولك-سيمون، رافائيل في متحف الميتروبوليتان: مذبح كولونا ، المعرض. قطة. متحف متروبوليتان للفنون، نيويورك 2006.